# Кейв-Спрінг (Вірджинія)
Кейв-Спрінг (англ. Cave Spring) — переписна місцевість (CDP) в США, в окрузі Роаноук штату Вірджинія. Населення — 26 755 осіб (2020).

## Географія
Кейв-Спрінг розташований за координатами 37°13′29″ пн. ш. 80°0′28″ зх. д. / 37.22472° пн. ш. 80.00778° зх. д. (37.224855, -80.007806).  За даними Бюро перепису населення США в 2010 році переписна місцевість мала площу 30,81 км², з яких 30,77 км² — суходіл та 0,05 км² — водойми.

## Демографія
Згідно з переписом 2010 року, у переписній місцевості мешкали 24 922 особи в 11 060 домогосподарствах у складі 6976 родин. Густота населення становила 809 осіб/км².  Було 11832 помешкання (384/км²).
Расовий склад населення:
| - 88,6 % — білих - 4,3 % — чорних або афроамериканців - 4,3 % — азіатів - 0,2 % — корінних американців |

До двох чи більше рас належало 1,8 %. Частка іспаномовних становила 2,8 % від усіх жителів.
За віковим діапазоном населення розподілялося таким чином: 21,1 % — особи молодші 18 років, 61,2 % — особи у віці 18—64 років, 17,7 % — особи у віці 65 років та старші. Медіана віку мешканця становила 43,6 року. На 100 осіб жіночої статі у переписній місцевості припадало 88,4 чоловіків;  на 100 жінок у віці від 18 років та старших — 84,6 чоловіків також старших 18 років.
Середній дохід на одне домашнє господарство  становив 78 478 доларів США (медіана — 63 487), а середній дохід на одну сім'ю — 96 155 доларів (медіана — 83 387). Медіана доходів становила 57 386 доларів для чоловіків та 41 702 долари для жінок. За межею бідності перебувало 7,6 % осіб, у тому числі 9,0 % дітей у віці до 18 років та 4,9 % осіб у віці 65 років та старших.
Цивільне працевлаштоване населення становило 13 273 особи. Основні галузі зайнятості: освіта, охорона здоров'я та соціальна допомога — 29,7 %, роздрібна торгівля — 12,8 %, науковці, спеціалісти, менеджери — 12,8 %.